# Teucrium rivasii
Teucrium rivasii là một loài thực vật có hoa trong họ Hoa môi. Loài này được Rigual ex Greuter & Burdet miêu tả khoa học đầu tiên năm 1985.